# Mer än bara en Svensson
Mer än bara en Svensson är en svensk dokumentärfilm från 2006 i regi av Beata Konar. I filmen skildrar hon sin bästa vän Lotta och hennes liv. Filmen spelades in i Storvik.